# Józef Benedykt Łączyński
Józef Benedykt Łączyński (ur. 21 marca 1779 w Kiernozi, zm. 7 sierpnia 1820 w Szczawnie-Zdroju) – generał brygady Księstwa Warszawskiego.

## Życie rodzinne
Urodził się jako najstarszy syn Macieja i Ewy z Zaborowskich. Po śmierci ojca odziedziczył Kiernozię, a w 1808 r. przekazał majątek bratu Teodorowi Łączyńskiemu.
Był bratem Marii Walewskiej. Przyczynił się do jej małżeństwa z trzykrotnie od niej starszym (bogatym), szambelanem królewskim Anastazym Walewskim. Siostra miała mu to za złe. W maju 1812 r. świadczył przed Trybunałem Cywilnym w Warszawie w sprawie rozwodowej Walewskich, przyznając, że zmusił siostrę do małżeństwa. W 1814 r. jako pełnomocnik siostry Marii w Neapolu pertraktował w sprawie tamtejszego majoratu jej syna Aleksandra. 
Został wówczas Komandorem Orderu Obojga Sycylii.

## Służba wojskowa
W wojsku polskim od insurekcji kościuszkowskiej, w której dosłużył stopnia porucznika.
W lipcu 1797 r. w Mediolanie nominowany przez Jana Henryka Dąbrowskiego na porucznika V batalionu Legionów Polskich. Przerwał służbę z powodów majątkowych w marcu 1798 r.
Po powrocie do Włoch, wstąpił na służbę ówczesnej Republiki Rzymskiej w sztabie gen. Józefa Grabowskiego. Uczestniczył w spisku mającym obalić Dąbrowskiego na rzecz Grabowskiego. Przed upadkiem Rzeczypospolitej Rzymskiej Łączyński złożył dymisję, wracając do legionów polskich na stanowisko oficera nadliczbowego III batalionu 1 legii.
Zasłużył się pod Cortoną i w otwarciu przełęczy apenińskich. W bitwie nad rzeką Trebbią został ranny. W bitwie pod Novi został ponownie ranny. Wrzesień 1799 r. przyniósł mu awans na kapitana III batalionu. W 1801 r. brał udział przy oblężeniu Peschiery. Przerwa w służbie do listopada 1806 r. Wtedy to Łączyński zorganizował batalion piechoty w Łowiczu i został jego kapitanem.
W lutym 1807 r. został majorem a w marcu podpułkownikiem. 5 czerwca 1807 odznaczony Krzyżem Kawalerskim Legii Honorowej. Od września dowódca 3 pułku ułanów. Uczestnik bitwy pod Raszynem podczas wojny z Austriakami w 1809 r. odznaczony Krzyżem Kawalerskim Orderu Virtuti Militari. W lutym 1812 z powodu złego stanu zdrowia wystąpił o dymisję. Zdymisjonowany z awansem na generała brygady.
Przebieg kampanii rosyjskiej zmusił go w grudniu 1812 do czynnej służby w charakterze organizatora jednostek zapasowych. Wykazał się wówczas sprawnością poboru, który organizował wraz z prefektem departamentu kaliskiego Antonim Garczyńskim. Mianowany przez księcia Józefa Poniatowskiego w lutym 1813 objął dowództwo jazdy w zgrupowaniu gen. Edwarda Żółtowskiego.
Upadek Księstwa Warszawskiego sprawił, że wstąpił na służbę francuską. Ranny pod Lützen, został odznaczony Krzyżem Oficerskim Legii Honorowej (1813). 25 marca 1814 w starciu pod  Fère-Champenoise został ranny i dostał się do niewoli pruskiej. Interwencja cara Aleksandra I spowodowała jego zwolnienie. Wziął dymisję ze służby francuskiej. Sto dni Napoleona spędził w Paryżu.
Gen. Antoni Paweł Sułkowski uczynił go odpowiedzialnym za powrót polskich żołnierzy do kraju. Wykonując ten rozkaz w 1816 poważnie rozchorował się na płuca i uzyskał dymisję.

## Choroba, śmierć i miejsce pochówku

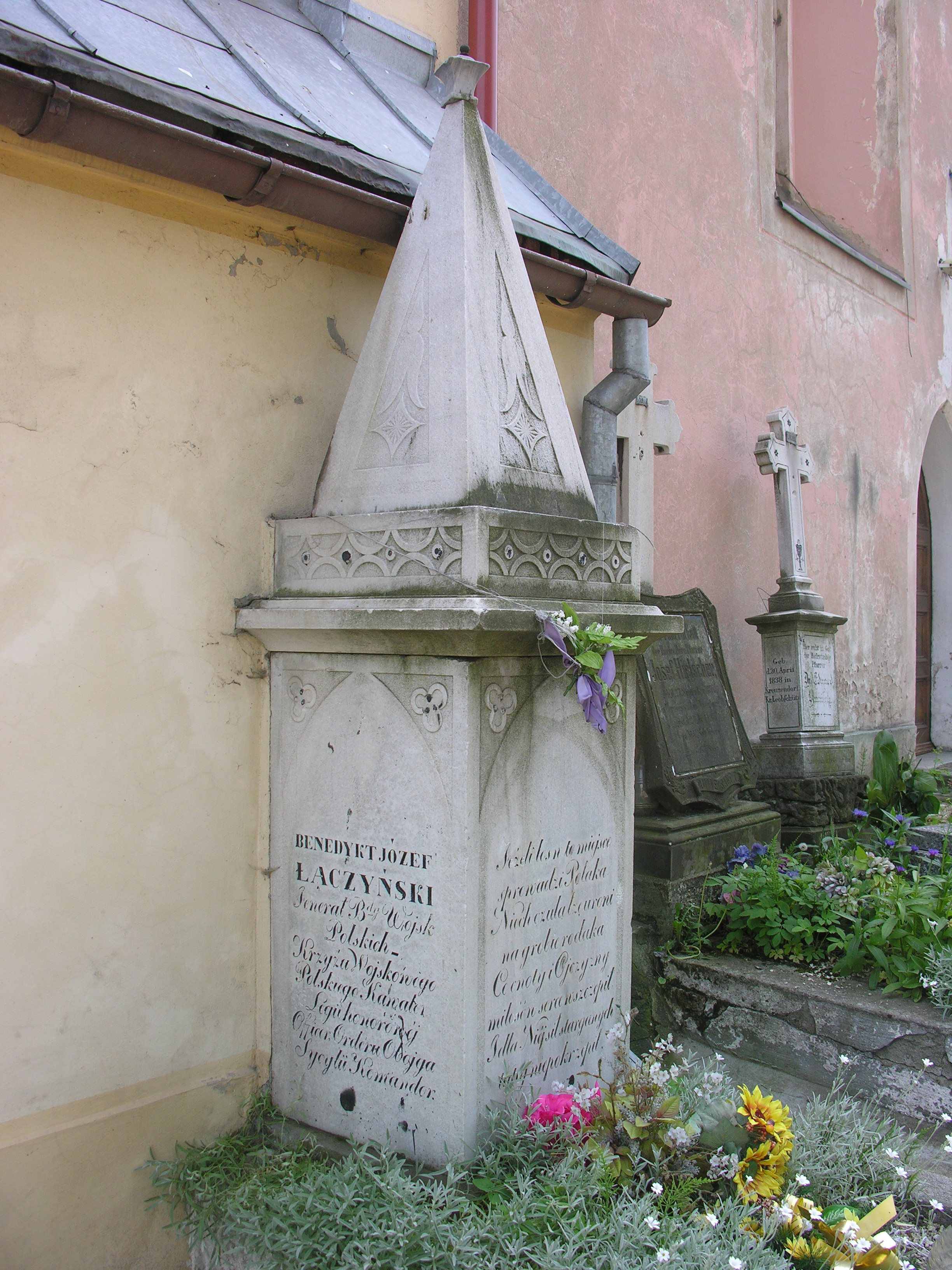
Nagrobek Benedykta Łączyńskiego przy kościele parafialnym pw. św. Anny

Leczył się we Wrocławiu. Lekarze zalecili mu jednak wyjazd do sanatorium. Zmarł, podczas kuracji na kamicę nerkową, po godzinie 6 rano 7 sierpnia 1820 w Szczawnie-Zdroju. Spoczywa na cmentarzu przy kościele parafialnym pw. św. Anny w Wałbrzychu, gdzie został pochowany 9 sierpnia 1820 r.